# 오스트리아 내 소련 자산 관리국
오스트리아 내 소련 자산 관리국(USIA/УСИА, 러시아어 Управление советским имуществом в Австрии의 약자)은 1946년부터 오스트리아의 소련군이 철군한 1955년까지 존재했던 오스트리아 소련군정 관할 지역에 있었던 단체였다. 포츠담 회담의 결의안으로 오스트리아에서 전쟁배상금을 징수하는 것이 목적이었다. 사실상 소련의 통제를 받는 공기업으로 활동했으며, 400여개의 회사로 구성되었다. USIA에 소속되어 있었던 기업에는 과거 오스트리아 국내 기업, 독일 소재 기업의 오스트리아 지사, 과거 SS 소속 기업이 있었다.
규모가 가장 컸던 1951년에는 오스트리아에서 약 6만명을 고용했고, 이는 오스트리아 노동력의 약 10%를 차지했다. USIA는 오스트리아의 관세와 세금을 적용받지 않았고, 철의 장막과 서방 세계의 경제 제재에서 사실상 면역인 상태로 동유럽과 무역을 진행할 수 있었다. 사실상의 치외법권 지대에 놓여 있었고 오스트리아 경제와는 통합되지 않았다.

## 역사

### 소련 점령군의 관리 체제

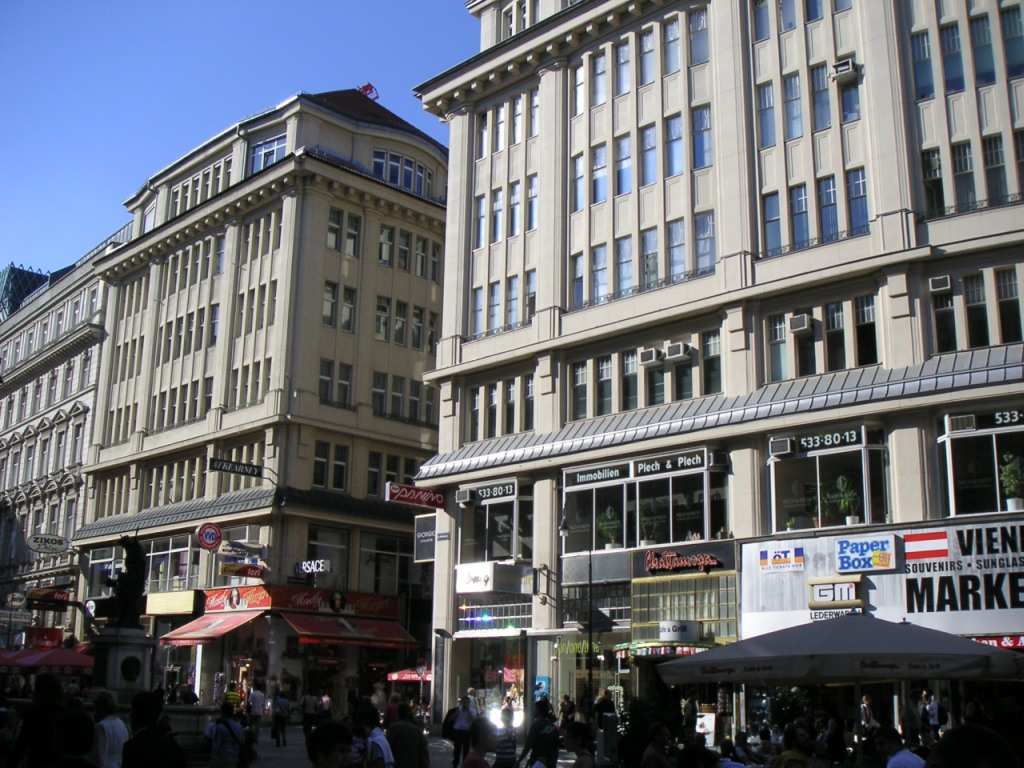
USIA 본사 소재지였던 빈 Trattnerhof

소련군의 독일 및 오스트리아 점령은 과거 독일 영토에 있었던 장비를 소련에 전쟁 배상으로 해체하는 것으로 시작되었다. 오스트리아는 과거 독일의 산업 자산 15억 달러 중 2억 달러(1951년 기준)를 잃어버렸다. 1946년 여름 소련 점령군의 정책이 오스트리아의 산업 자산을 징발하기보다는 이용하는 것으로 변경되면서 USIA 설립을 준비했다. 1945년 6월 27일 오스트리아의 소련군 점령지(니더외스터라이히주, 부르겐란트주 및 오버외스터라이히주 동부)에 있었던 모든 산업 시설을 소련 관할 행정청 아래에 배치했다. 단체로서의 USIA는 1946년에 설립되었다. 본사 소재지는 빈 Trattnerhof였고 별도의 거래 사무소가 Schwarzenbergplatz에 있었다. USIA는 소련 정부의 지침을 따라야 했지만 나머지 영역에서는 시장 경제에 의해서 운영되었다. USIA의 구조는 소련 내각과 유사하게 사업 부문 9가지가 사업 부서 9개처럼 운영되었다. 소련 내각의 최소한 11개 부서에서 USIA에 관여했다. 소련군의 정책으로 외부인의 감사를 허용하지 않았기 때문에 USIA 소속 회사에는 오스트리아가 영향력을 행사할 수 없었다.
USIA 소속 자산의 1/10만 독일계 자산이었다. 나머지는 강제로 징발된 역사적인 오스트리아계 자산이었다. 소련 측에서는 신성 로마 제국에서 1806년에 기사 작위를 수여한 것으로 에스테르하지가를 독일인으로 간주했고 이를 근거로 에스테르하지가의 자산을 압류했다. 오스트리아 정부는 자산 압류를 사실상으로는 받아들였지만 토지 및 기업 등기를 통해서 합법화시키지는 않았다. 한편 소련 측에서는 이를 근거로 오스트리아에 세금을 지불하지 않는 대신 오스트리아 세율에 따라 소련 군정청에 지불했다. USIA 소속 기업의 정확한 개수는 해석에 따라 달라진다. 1955년 오스트리아 측에서는 기업 419개, 생산업 기업 300개가 있었다. 다른 출처에서는 1954년 기업 160개(석유 회사, 운송 회사, 무역 회사 제외)가 있었다. 소련군은 소련군 소속 자산을 기반으로 소련 군정 은행을 설립했다. USIA 소속 기업의 영업 이익은 소련 군정 은행에 예치되었고, 소련 군정 은행에서 최대 20%의 이율로 대출받을 수도 있었다. 오스트리아 은행 허가를 받으려고 했으나 오스트리아 경제에 소련이 영향을 끼치는 것을 우려한 오스트리아 정부에서 거부했다.

### USIA 그룹의 운영
동부 오스트리아의 주요 산업이 USIA에 소속되어 있었다. 주요 회사는 다음과 같다:
- 과거 구젠 및 마우트하우젠 강제수용소 산하 Deutschen Erd- und Steinwerke GmbH Berlin (DEST)
- 플로리드스도르프 기관차 공장(Lokomotivfabrik Floridsdorf)
- 오스트리아 자동차 공장(Österreichische Automobil Fabriks-AG)
- 오스트리아 브라운 보버리 공장(Österreichische Brown, Boveri Werke)
- AEG-Union
- 오스람 오스트리아
- Allgemeine Baugesellschaft – A. Porr AG
- 비너 노이슈타트 소재 Rax-Werk Ges.m.b.H.
- 브룬 암 게비르게 소재 브룬 유리 공장(Brunner Glasfabrik)
- 마리아엔처스도르프 소재 Schnellpressenfabrik Koenig & Bauer Aktiengesellschaft
- das Wiener Dianabad und weitere Kleinbetriebe, Gasthäuser und Handwerkerbetriebe
- Rosenhügel-Filmstudios
- Glanzstoff-Fabrik St. Pölten AG
- 장크트푈텐 소재 보이트(Voith)
- Jos.(ef) Heiser (vorm. J. Winters Sohn), 오늘날의 Worthington Cylinders
- 빈 슈타들라우구 소재 Waagner-Biro 철강소

### 시민과 고용자
USIA 소속 기업 고용자 수는 1946년 22,000명, 1951년 60,000명, 1955년 36,000명을 기록했다. 오스트리아의 다른 기업보다 더 높은 급여를 주었고 직장 협의회(Betriebsrat)의 결정을 따르기도 했다. 그러나 오스트리아 공산당 당원이 평균 이상으로 존재하기도 했다. 빈의 소련군 점령지에 있었던 노동자들은 1950년 10월 오스트리아 총파업을 주도하기도 했다. 10월 파업 이후 오스트리아 소재 기업에서 해고된 수백명의 공산주의자들은 USIA 소속 기업에서만 일자리를 찾을 수 있었다. 한편 소련군은 오스트리아 공산주의자들과의 단결보다는 경제적인 이득을 더 중시했다. 10월 파업 이후 소련군 중 일부는 서방 세계의 영향력을 차단할 기회라고 보았고, USIA 경영진들은 생산 목표를 맞춰야 했기 때문에 소련군 점령지의 안정을 바랐다. 소련 정부에서는 결국 당시 오스트리아 공산주의자들을 지원하지 않았다.
오스트리아 시민에게는 USIA 상점이 자유 시장의 다른 상점보다 더 싼 가격에 물건을 팔았기 때문에 인기를 얻기도 했다.
당시 오스트리아 기업에는 기업 소속 유치원이 거의 없었으나, USIA 소속 기업에는 기업 소속 유치원이 있었다. 소련군이 철군한 지 오래되었음에도 불구하고 계속 유지되고 있다.

### 기업
USIA 초기에는 붉은 군대에서 관리했고, 1949년 이후에 산업체 경력자로 교체되었다. 총지배인 아래에는 정치, 인사, 상업을 담당하는 비서진이 별도로 있었다. USIA 총지배인의 평균 임기는 2년이었다. 5년 동안 USIA 지배인은 총 5명, 소련 석유공사에는 지배인이 4명 있었다. 당초 소련에서는 USIA를 소련 경제권 하에 두려고 했으나 현실적인 어려움으로 인해서 오스트리아 경제권과 일부 협력을 해야만 했다.
USIA는 오스트리아 산업 생산량의 5%, 소련 점령지 생산량의 30%를 차지했으나, 유리 제조 60%, 가죽 가공 43%, 철강 40% 등 일부 산업에서는 큰 비중을 차지했다. 오스트리아와 미국 정부에서는 소련의 영향력을 방어할 수 있도록 마셜 계획 자금을 소련 점령지 외부의 경쟁 사업에 투자했고 USIA의 독점은 시간이 지날수록 약해졌다. 소련 출신 USIA 경영진 상당수는 상층부의 재정적 및 물질적 기대와 파산 위험 사이에서 줄타기를 하고 있었다. 합리화, 현대화, 기업 내 재투자도 부족했다. 니더외스터라이히 지역 유전을 제외하면 재투자도 이루어지지 않았다. 그 결과 오스트리아의 소련 점령지는 다른 오스트리아 지역보다 경제적 발전이 느렸고, 생산 시설도 빠르게 노후화되었다. 일부 USIA 소속 기업은 소련 통제에 반발해서 인력을 서부로 옮겼다.
1951년부터 USIA의 영업 이익은 감소하기 시작했고, USIA가 청산되는 1955년까지 USIA 소속 기업은 문을 닫거나 합병되었다. 오스트리아에게 USIA를 반환하는 시점에서는 최대한 많은 이익을 얻으려는 경영 방침 때문에 다른 오스트리아 회사에 뒤처져 있었고, 일부는 파산 직전에 몰려 있었다.

### 오스트리아 경제에 미치는 영향

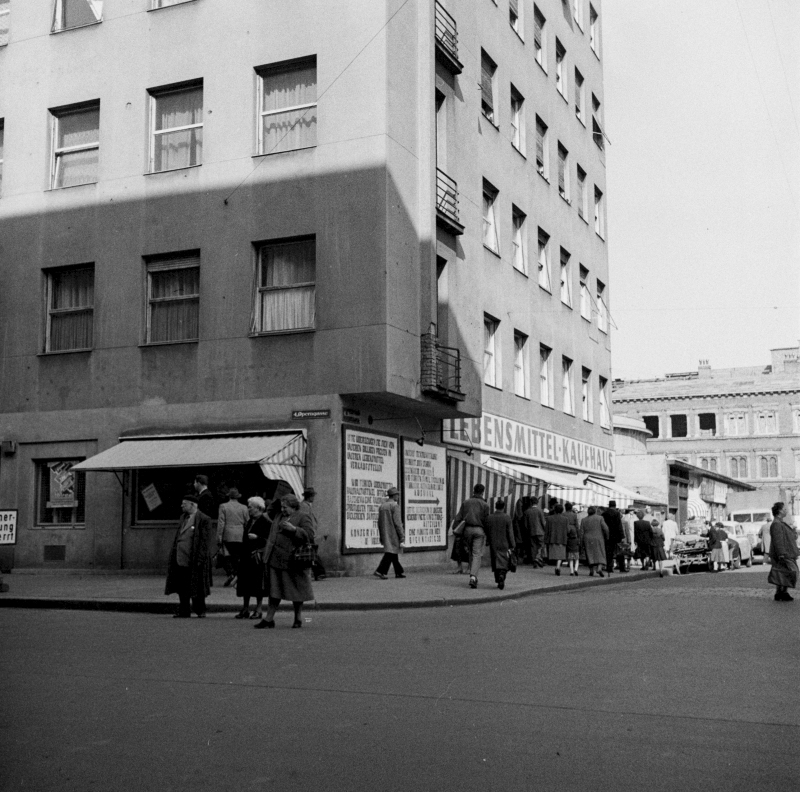
Resselgasse와 Operngasse 교차로에 있는 빈 Porrhaus에 있는 USIA 매장(1955년 5월)

1946년-1955년 USIA 사업 조사에 의하면 USIA 생산품의 20%는 내부에서 거래 및 소비되었고, 38%는 동유럽으로 수출, 42%는 USIA 외부 오스트리아에 판매, 1%는 서유럽으로 수출되었다. 미국은 1947년부터 USIA의 영업에 압력을 가하기 시작했다. 미국에 의한 금수 조치로 오스트리아의 다른 기업은 완제품이 오스트리아 국내에 유통되지 않는 한 USIA에 상품을 판매할 수 없었다. 서방 세계와 거래할 때에는 법적인 위치가 문제가 되었다. 빈 시에서는 USIA 상품 구매를 암시적으로 금지했다. 마셜 계획 자금은 USIA 영업에 도움이 되지 않는 쪽으로 투자되었다.
이러한 압력에도 불구하고 USIA는 경쟁력을 가질 수 있었다. USIA 상점에서는 물건을 시장가보다 훨씬 낮은 가격에 판매했고, 자유 경제 체 하에 있었던 다른 소매상에 비해서 상당히 유리한 위치를 차지했다. 오스트리아의 영업 규제나 폐점 시간 규제를 지키지 않았고, 관세, 부가가치세, 소비세를 지불할 필요가 없었기 때문에 낮은 가격이 가능했다. 1950년대에 고급 상품으로 취급받았던 나일론 스타킹이나 스위스 시계 등의 사치품도 오스트리아의 다른 가게에 비해 낮은 가격에 판매했다. 소련 군정청은 공산주의 국가로 수출할 물품을 역수입하는 것으로 이익을 얻었다. USIA에서 생산한 주류 및 담배 제품은 소련 번호판이 달려 있었던 화물차로 암시장에 판매되었고, 오스트리아 당국은 이를 통제할 수 없었다.
소련 측에서는 USIA의 가격 및 임금 정책을 오스트리아 국민을 자본주의 자유 시장의 비싼 가격에서 보호하는 우호적인 조치로 홍보했다. 한편 서방 세계의 부작용으로 자유 경제와 조직적 밀수를 제시했다.

### 1955년 소련 관리 체제 청산
USIA 소속 기업을 소련에게 넘겨 주는 문제는 소련과 오스트리아간 국가 조약 체결에 오랫동안 문제가 되었다. 1955년 4월 12일부터 15일까지 모스크바에서 개최되었던 회담에서 첫 결정이 이루어졌다. 소련은 과거의 "독일국 재산"을 오스트리아로 이전하면서, 원유 1000만 톤(이후 600만 톤으로 조정됨, 2억 달러)에 정유 공장의 모든 권리, 200만 달러에 오스트리아 동부 DDSG 자산, 6년간 1억 5000만 달러 수준의 현물에 나머지 과거 "독일국 재산"을 넘겨줄 수 있음을 제시했다.
1955년 오스트리아 국가 조약에서 언급한 바에 의하면 USIA에는 노동자 약 25,000명 및 사무직 4,000명이 고용되어 있었으며, 니더외스터라이히 지역 일자리의 1/4 이상을 차지했다. 중요 사업 부문은 기계 제작, 제철, 철강 생산, 주조, 광업, 가죽 가공, 유리, 금속 산업이었다. 오스트리아 국가 조약에서 언급된 최종 지불을 포함하여 오스트리아에서 소련으로 넘어간 돈의 액수는 10억 720만 달러 규모이다. 소련에 대한 총 배상액 규모는 15억 4700만에서 26억 4700만 달러로 추산된다.
USIA가 기록한 모든 문서는 사라졌다. 과거 USIA 소속 회사 대부분은 오스트리아 소유가 된 후 국유화되었다. 1958년에 출판된 USIA 활동에 대한 최종 보고서에서는 "USIA의 목적은 오스트리아의 천연 및 인적 자원을 빠르고 체계적으로 착취하는 것 ... 선진적인 유럽 경제에 대한 식민지 형태의 착취 ... 오스트리아 점령군 체제에서의 경제적 월경지를 통하여 동구권에 경제적 영향권을 행사하고, 정치적인 목적을 달성하며, 서부 오스트리아와 서방 세계에 대항하는 경제적인 다리를 놓는 것"이라고 명시되어 있었다.

## 오스트리아 내 기타 소련 관할 기업
블라디미르 쿠라소프 장군의 명령 제17호에서 정의한 USIA에 소속되어 있지 않지만 소련 통제하에 있는 오스트리아 내 자산은 7,800명 규모의 소련 석유회사(Sowjetische Mineralölverwaltung, 오늘날의 OMV AG) 및 1,600명 규모의 도나우 증기선 해운 회사가 있었다.

## 같이 보기
- 소련 주식회사

## 참조
- Gerhard Baumgartner: Die USIA-Betriebe im Burgenland. In: Felix Tobler (Hrsg.): Befreien - besetzen - bestehen. Das Burgenland von 1945 - 1955. Tagungsband des Symposions des Burgenländischen Landesarchivs vom 7. – 8. April 2005. Amt der Burgenländischen Landesregierung, Abt. 7: Kultur, Wissenschaft und Archiv, Hauptreferat Landesarchiv und Landesbibliothek, Eisenstadt 2005, ISBN 3-901517-49-9, (Burgenländische Forschungen 90), S. 161–176.
- Otto Klambauer, Ernst Bezemek: Die USIA-Betriebe in Niederösterreich. Geschichte, Organisation, Dokumentation. Selbstverlag des NÖ Instituts für Landeskunde, Wien, 1983, (Studien und Forschungen aus dem Niederösterreichischen Instituts für Landeskunde 5).
- Hubert Steiner: Die USIA-Betriebe, ihre Gründung, Organisation und Rückgabe in die österreichische Hoheitsverwaltung. In: Mitteilungen des Österreichischen Staatsarchivs 43, 1993, ISSN 0078-3676, S. 206–220.
- Ernst Trost: Figl von Österreich, Molden-Taschenbuch-Verlag, Wien u. a. 1972.
- Walter M. Iber: Die versteckten Reparationen. Zur wirtschaftlichen Ausbeutung Österreichs durch die Sowjetunion 1945-1955/63. in: Wolfram Dornik/Johannes Gießauf/Walter M.Iber (Hg.): Krieg und Wirtschaft. Von der Antike bis ins 21. Jahrhundert. Studien Verlag, Innsbruck-Wien-Bozen 2010 ISBN 978-3-7065-4949-3, S. 555–574.
- Bader, William B. (1966). Austria Between East and West. Stanford University Press. ISBN 0-8047-0258-6.
- Bischof, Gunther; Pelinka, Anton; Stiefel, Dietrich (2000). The Marshall Plan in Austria. Transaction Publishing. ISBN 0-7658-0679-7.
- Williams, Warren (2007). Flashpoint Austria: The Communist-Inspired Strikes of 1950 (paid access). Journal of Cold War Studies. Summer 2007, Vol. 9, No. 3, Pages 115-136. Published by the Massachusetts Institute of Technology.